# Ankali, Shirhatti
Ankali là một làng thuộc tehsil Shirhatti, huyện Gadag, bang Karnataka, Ấn Độ.